# Helen Tufts Bailie
Helen Tufts Bailie (Newark, Nova Jersey, 9 de gener de 1874 - ?, maig de 1962) va ser una reformista i activista social estatunindenca. Tufts es coneix per haver marxat, el 1928, de les Filles de la Revolució perquè aquestes tenien una llista negra sobre individus i organitzacions. Aquesta controvèrsia va portar a Tufts a ser expulsada de l'organització i a convertir-se en advocada dels drets de les dones, el treball i els drets socials.

## Primers anys de vida
Helen Matilda Tufts va néixer a Newark, Nova Jersey el 1874. En 1875, la família es va traslladar a Massachusetts, on Helen es graduaria de Cotting High School en 1882. Després de la seva graduació, va treballar com a revisora i tipògrafa a Riverside Press. Després va passar a ser secretària a Houghton Mifflin a Boston. L'abril del 1895 va conèixer a Helena Born, escriptora, anarquista i organitzadora del treball. Born va tenir una gran influència en l'estil de vida i les activitats de Tufts; es va convertir en vegetariana, va adquirir un interès en els escrits de Walt Whitman, i es va fer activa en la reforma del vestit, l'anarquisme, el comunisme i el socialisme. A través de Born, va conèixer William Bailie, que va viure i va ser propietari d'un restaurant vegetarià cooperatiu. El gener de 1901, Born va ser diagnosticat amb càncer uterí i va morir més tard aquell mes. Bailie i Tufts van viure junts a partir de la tardor de 1901, i l'octubre de 1908 es van casar. Bailie va començar un negoci de texidors de cistelles, que va funcionar fins a la seva jubilació el 1946. La parella tindria dos fills: la filla Helena Isabel, nascuda el 1914, i el fill Terrill, nascut el 1916. Aquest últim moriria de meningitis espinal als 3 anys.

## Filles de la Revolució Americana
El 1915 Tufts s'uneix a la branca Anne Adams Tufts de les Filles de la Revolució Americana (DAR). El 1927 va descobrir que les DAR mantenia llistes d'"oradors dubtosos". Aquestes llistes incloïen organitzacions com la Federació Nacional de Clubs Femenins, l'American Peace Society i persones com Jane Addams, William Allen White i Mary Wooley. Després d'investigar, va fer públiques les llistes al febrer de 1928. Al març, va escriure un fullet anomenat "Our Threatened Heritage" per protestar contra les llistes negres. Quinze membres de la DAR, anomenats "el Comitè de Protesta", van signar el pamflet i van ajudar a distribuir-lo als Estats Units. Al Congrés anual de les DAR de Washington, DC, Tufts va ser acusat de "pertorbar l'harmonia" de l'organització DAR i perjudicar la seva reputació, després de la distribució dels pamflets i de la seva persistència en demanar una explicació sobre les llistes negres. Un any més tard no va apel·lar per a la reincorporació a les DAR.

## Vida posterior
Després que Tufts discutís amb les DAR i la controvèrsia de les llistes negres, va continuar actiu en els primers moviments feministes i d'altres moviments socials. Va crear una campanya de redacció de cartes per legalizar el control de la natalitat i una contra la legislació que exigia als professors de Massachusetts que prenguessin un jurament afirmant als Estats Units i les constitucions estatals el 1935. El 1947, Tufts i Bailie es van traslladar a Nantucket. La parella es tornaria a traslladar en 1954 a causa de la deterioració de la vista de Tufts i els símptomes d'Alzheimer de Bailie, a Yellow Springs, Ohio per viure amb la seva filla i el seu marit, Water Jolly. El 1956 es va publicar el llibre de Tufts, Darling Daughter, una sàtira sobre les llistes negres de les DAR i el terror vermell. Al maig de 1957, William Bailie moriria en una residència d'ancians. Tufts es va mudar a Miami, Florida el 1958 i més tard a Ft. Lauderdale. Va morir el 1962.

### Llegat
El 1949 i el 1957 Tufts va donar els seus assajos Arxivat 2019-01-19 a Wayback Machine. a la col·lecció Sophia Smith al Smith College. El 1949, es van donar cartes addicionals relacionades amb la polèmica amb les DAR.